# Лачигирийский сапотекский язык
Лачигирийский сапотекский язык (Lachiguiri Zapotec, Northwestern Tehuantepec Zapotec, Zapoteco de Santiago Lachiguiri) — сапотекский язык, на котором говорят в городах Магдалена, Санта-Мария-Тотолапийа, Халапа, в соседних муниципалитетах юго-западнее округа Гевеа-де-Гумбольдт к северу от перешейка штата Оахака в Мексике.